# Tekelot III.
Tekelot III. Usermatre-Tekelot (Si-Ese) byl faraonem 23. dynastie, řazené do Třetí přechodné doby. Za vlády svého otce Osorkona III. byl Amonovým nejvyšším knězem v Thébách, posléze otcovým spoluvládcem (~ 5 roků) a po jeho smrti jeho nástupcem. Celkem se uvádí doba jeho vládnutí 13 let.

## Historický vývoj

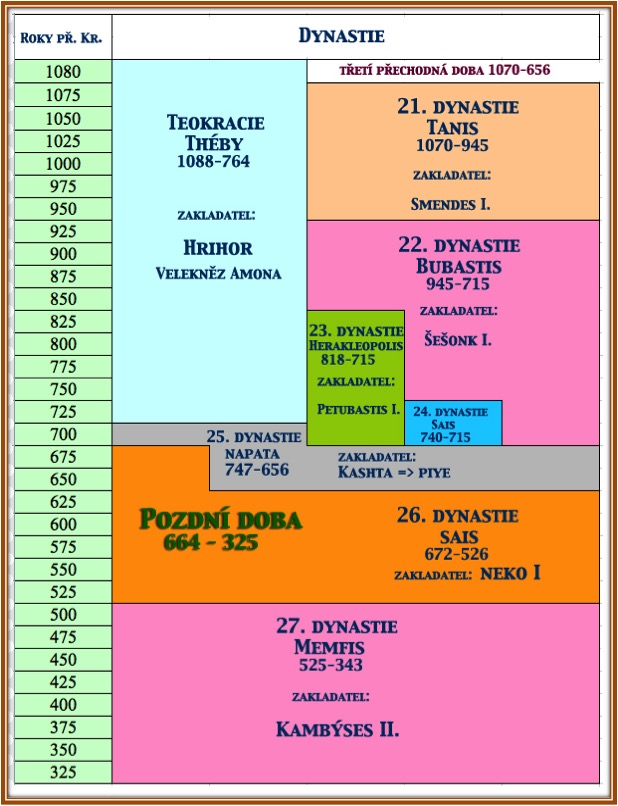
Chronologie (schematicky) Třetí přechodné doby a vzájemné prolínání 21- 25 dynastií

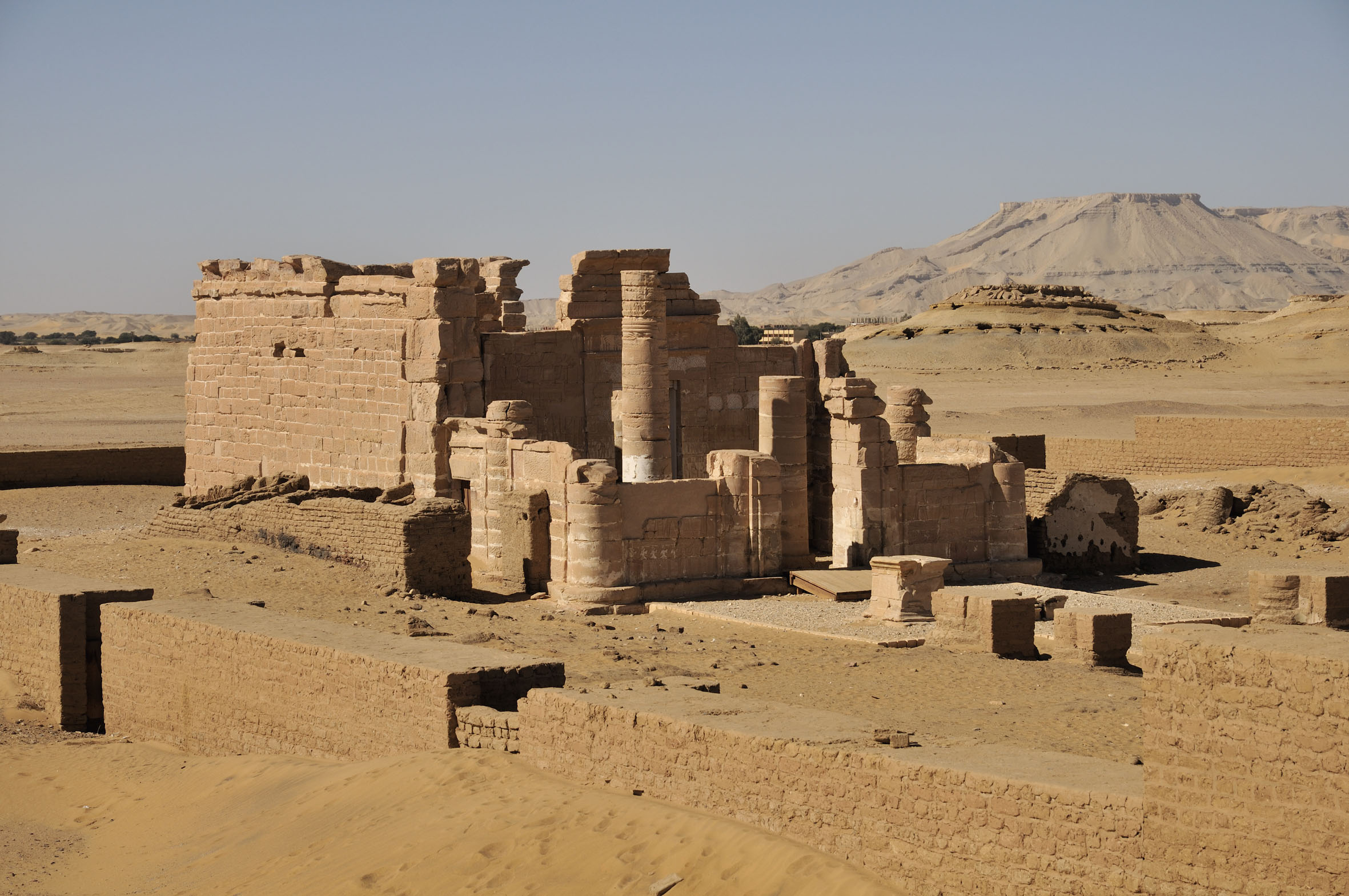
Palác Deir el-Hagar v oáze Dachla

Rozklad centrální vlády doprovázený ekonomickými ztrátami již ke konci 20. dynastie vedl k rozdělaní Egyptu na Horní a Dolní Egypt, rozsáhlým ztrátám vlivu Egypta v oblastech Nubie na jihu a v Palestině na severu. Svoji moc si upevnili kněží v Thébách soustřední kolem chrámu Amona a jeho dlouhodobého vlivu na hospodářství a moc v Horním Egyptu. V Mezopotámii se umocňovaly mocenské ambice Novoasyrské říše již za vlády Tiglatpilesara I. (1114–1076 př.Kr.) a také nubijských kmenů z jihu do oblasti Théb. Jejich asimilací s původním obyvatelstvem se upevňovaly vztahy s vládnoucími rody v Nubii.
 Do období vlády Osorkona III. (787-759 př.Kr.) se datuje vzestup moci nubijského vládce a pozdějšího zakladatele 25. dynastie Kashty (~775-750 př.Kr.) a pak zejména jeho syn Piye  kdy postupně expandovali do kněžských vládnoucí elit v Thébách.

Otec Tekelota III. , Osorkon III. , konsolidoval vztahy s Horním Egyptem ustavením syna Veleknězem  Amona. Ke konci vlády Osorkona III.  se syn Tekelot III. a velekněz Amona podílel na vládě jako spoluvládce. Usiloval o udržení vlivu na náboženské struktury v Thébách v duchu doktríny "bůh Amon je králem", roli veleknězů nehradily kněžky s "Božským posvěcením" Principiálně se jednalo o propojení Amonova božství s mocí faraona. Velekněžky s významnými pravomocemi 
ustanovoval faraon, pravidelně však svou dceru, v daném kontextu to byla Shepenupet I. , sestra Tekelota III. 
Chronologie prolínajících se dynastií v Třetí přechodné době je předmětem četných diskuzí, nicméně jednou z posledních, obecně přijímaných, je studie D.Astona

## Vláda
Vláda Takelota III. se datuje do roků 774-759 př. Kr. v Dolním Egyptu v Herakleopolis. K jeho vládě se vztahují zápisy na stéle z nálezu  na Amheida v oáze Dachla. Další záznamy se nacházejí v Karnaku datované ze 6. roku jeho vlády : "Tekelot syn bohyně Eset, milovaný Amonem, jehož matkou je Tsentais" a jiný nápis tamtéž :"Takelot syn bohyně Eset milovaný Amonem, živý bůh král Usermaatre Takelot", Období vlády Tekelota III. se překrývá s nástupem nubijského ovládnutí Egypta za krále Kashty (765-752) a zejména pak jeho následníka Piye (747-716). Takže to je období konce Libyjské dynastie a podle egyptské historiografie i konce Třetí přechodné doby.

## Artefakty
- Papyrus Berlin No.3048, obsahuje záznam odkazovaný na Tekelota III, hieratický zápis svatební smlouvy s uvedenými svědky, vezírem  a dvěma strážci pokladů.[2][15]
- Stéla nalezená v troskách chrámu bohů Seth a Mut v oáze Dachla z 13. roku vlády. Stéla  zaznamenává dar chrámu ze strany místního guvernéra, náčelníka libyjského kmene, včetně seznamu jedenácti kněží, kteří jsou příjemci tohoto daru.[5]
- Fajansová soška bohyně Bastet[p 3], která má na zadní straně podstavce kartuš Tekelota III. Je to umělecké dílo z pálené  polychromované keramiky. Socha představuje bohyni Bastet  jako ženu se lví hlavou sedící  na  křesle s krátkým opěradlem.[12]
- Hrobka Tekelota III. se dosud nenalezla. Hrobka jeho příbuzných, sestry Shepenupet I. se nalezla kapli v Medínit Habu, jeho děti a vnuci byli pohřbeni v hrobce pod  podlahou v chrámu Hatšepsut v Dér el-Bahrí. Další, syna Osorkona, manželky Irtybast, se zbytky z hrobů byly nalezeny v Thébské nekropoli. Uvádí se i nálezy v hrobce TT 367 [16] z 18. dynastie.